# Life (1999)
Life is een Amerikaanse komische film uit 1999. De grime-afdeling van de productie werd voor haar werk genomineerd voor een Academy Award.

## Verhaal
Ray (Eddie Murphy) en Claude (Martin Lawrence) worden in 1932 onterecht veroordeeld voor moord en krijgen allebei levenslang. De twee mannen proberen te ontsnappen uit de gevangenis, maar dit mislukt telkens weer.
In de film zie je hoe twee lichamen worden begraven. De mannen die het graf graven, denken dat ze Ray en Claude begraven. Een ouder man vertelt hun verhaal. Uiteindelijk vertelt hij over hoe Ray en Claude na 65 jaar onterecht in de gevangenis te hebben gezeten dan toch ontsnapten en dat de lijken die ze aan het begraven zijn niet van hen zijn.

## Rolverdeling
| Acteur                | Personage                  |
| --------------------- | -------------------------- |
| Eddie Murphy          | Rayford Gibson             |
| Martin Lawrence       | Claude Banks               |
| Obba Babatundé        | Willie Long                |
| Nick Cassavetes       | Sergeant Dillard           |
| Anthony Anderson      | Cookie                     |
| Barry Shabaka Henley  | Pokerface                  |
| Brent Jennings        | Hoppin' Bob                |
| Bernie Mac            | Jangle Leg                 |
| Miguel A. Núñez jr.   | Biscuit                    |
| Michael Taliferro     | Goldmouth                  |
| Guy Torry             | Radio                      |
| Bokeem Woodbine       | Can't Get Right            |
| Ned Beatty            | Dexter Wilkins             |
| Lisa Nicole Carson    | Sylvia                     |
| O'Neal Compton        | Abernathy                  |
| Noah Emmerich         | Stan Blocker               |
| Rick James            | Spanky Johnson             |
| Clarence Williams III | Winston Hancock            |
| Heavy D               | Jake                       |
| Bonz Malone           | Leon                       |
| Ned Vaughn            | Sheriff Pike (jong)        |
| R. Lee Ermey          | Sheriff Pike (ouder)       |
| Sanaa Lathan          | Daisy                      |
| Allyson Call          | Mae Rose Abernathy (jong)  |
| Poppy Montgomery      | Mae Rose Abernathy (ouder) |